# 宇多津町
宇多津町（うたづちょう）は、香川県の町。
香川県内の自治体で人口密度・人口増加率、共に最も高い。町名の由来は旧郡の鵜足（うた・うたり）郡の津という事であり、古くは鵜足津とも表記された。

## 地理
香川県の瀬戸内海沿、中央よりやや西寄りの中讃地方に位置する。面積は県内自治体の中では最も小さく、東側に隣接する坂出市と西側の丸亀市に挟まれており両市の中心部にも近いが、経済的に比較的余裕があるため平成の大合併による合併は行わなかった。
町内のうち、字吉田の地域（番の州臨海工業団地の一部）は埋め立て地であるが、町内他場所とは北浦漁港で隔てられているため、陸路でのアクセス手段は隣接する坂出市を経由しなければならない飛び地である。
- 山: 青ノ山、聖通寺山、角山、茶臼山
- 河川: 大束川
- 寺: 現存9寺、過去廃寺、移転したものを含めると計28寺
- うどん屋: 2007年（平成19年）1月現在11軒

### 人口
| |                                          |  |
| 宇多津町と全国の年齢別人口分布（2005年） | 宇多津町の年齢・男女別人口分布（2005年） |  |
| ■紫色 ― 宇多津町 ■緑色 ― 日本全国 | ■青色 ― 男性 ■赤色 ― 女性                |  |
| 宇多津町（に相当する地域）の人口の推移 \| 1970年（昭和45年） \| 9,569人 \| \| \| 1975年（昭和50年） \| 10,752人 \| \| \| 1980年（昭和55年） \| 11,341人 \| \| \| 1985年（昭和60年） \| 11,864人 \| \| \| 1990年（平成2年） \| 12,807人 \| \| \| 1995年（平成7年） \| 14,928人 \| \| \| 2000年（平成12年） \| 15,978人 \| \| \| 2005年（平成17年） \| 17,460人 \| \| \| 2010年（平成22年） \| 18,434人 \| \| \| 2015年（平成27年） \| 18,952人 \| \| \| 2020年（令和2年） \| 18,699人 \| \| |                                          |  |
| 総務省統計局 国勢調査より |                                          |  |
| 1970年（昭和45年） | 9,569人                                  |  |
| 1975年（昭和50年） | 10,752人                                 |  |
| 1980年（昭和55年） | 11,341人                                 |  |
| 1985年（昭和60年） | 11,864人                                 |  |
| 1990年（平成2年） | 12,807人                                 |  |
| 1995年（平成7年） | 14,928人                                 |  |
| 2000年（平成12年） | 15,978人                                 |  |
| 2005年（平成17年） | 17,460人                                 |  |
| 2010年（平成22年） | 18,434人                                 |  |
| 2015年（平成27年） | 18,952人                                 |  |
| 2020年（令和2年） | 18,699人                                 |  |

| 区分           | 区分           | 総数 （人） | 男 （人） | 女 （人） | 世帯数 （世帯） | 面積 （m2） | 人口密度 （人/km2） |
| -------------- | -------------- | ----------- | --------- | --------- | --------------- | ----------- | ------------------- |
| 宇多津※        | 宇多津※        | 8,942       | 4,397     | 4,545     | 3,783           | 5,189,319.6 | 1,723.2             |
|                | 浜一番丁       | 357         | 183       | 174       | 179             | 315,659.3   | 1,131.0             |
| 浜二番丁       | 335            | 154         | 181       | 250       | 225,578.6       | 1,485.1     |                     |
| 浜三番丁       | 176            | 89          | 87        | 130       | 330,036.2       | 533.3       |                     |
| 浜四番丁       | 420            | 213         | 207       | 202       | 152,478.0       | 2,754.5     |                     |
| 浜五番丁       | 1,895          | 941         | 954       | 853       | 307,878.2       | 6,155.0     |                     |
| 浜六番丁       | 1,848          | 933         | 915       | 836       | 205,480.3       | 8,993.6     |                     |
| 浜七番丁       | 1,639          | 784         | 855       | 712       | 126,774.3       | 12,928.5    |                     |
| 浜八番丁       | 820            | 419         | 401       | 354       | 164,260.6       | 4,992.1     |                     |
| 浜九番丁       | 811            | 393         | 418       | 336       | 138,421.2       | 5,858.9     |                     |
| 新宇多津都市計 | 新宇多津都市計 | 8,301       | 4,109     | 4,192     | 3,852           | 1,966,566.7 | 4,221.1             |
| 東分           | 東分           | 1,191       | 586       | 605       | 415             | 953,103.5   | 1,249.6             |
| 合計           | 合計           | 18,434      | 9,092     | 9,342     | 8,050           | 8,108,989.8 | 2,273.3             |

※「宇多津」の地域は大字が存在しない地域であるためこれは町丁名・大字名・地区名のいずれでもないが、便宜上「宇多津」と表示している。

### 広袤（こうぼう）
| 国土地理院地理情報によると宇多津町の東西南北それぞれの端は以下の位置で、東西の長さは3.45km、南北の長さは5.70kmである。 |
| 節内の全座標を示した地図 - OSM                                                                                         |
| 節内の全座標を出力 - KML                                                                                               |
| 表示 |

|                                                                           | 北端 北緯34度20分17秒 東経133度49分15秒 / 北緯34.33806度 東経133.82083度 ↑       |                                                                           |
| 西端 北緯34度18分39秒 東経133度48分22秒 / 北緯34.31083度 東経133.80611度← | 中心点 北緯34度18分44.5秒 東経133度49分29.5秒 / 北緯34.312361度 東経133.824861度 | 東端 →北緯34度18分23秒 東経133度50分37秒 / 北緯34.30639度 東経133.84361度 |
|                                                                           | ↓ 南端 北緯34度17分12秒 東経133度50分6秒 / 北緯34.28667度 東経133.83500度        |                                                                           |

### 大字・町丁
- 宇多津町（大字なし地域）
  - 字津ノ郷、字沼ノ池、字十楽寺、字長縄手、字中村、字山下、字西町、字本村、字網ノ浦、字塩浜、字新開、字平山、字坂下、字茶臼山、字津の山、字岩屋、字青の山、字吉田
- 浜一番丁、浜二番丁、浜三番丁、浜四番丁、浜五番丁、浜六番丁、浜七番丁、浜八番丁、浜九番丁
- 大字東分
  - 字板橋東、字板橋西、字牛堂、字三本松、字本村西、字本村東、字池ノ内、字元結木

### 住所表記
1955年（昭和30年）5月3日以前の町域のうち、町丁が存在する県道33号以西（宇多津新都市、「浜○番丁」の地域）以外の地域は大字も町丁も無いため、町名の後に直接番地が表記され、「宇多津町○番地○」という形になる。大字がない地域の郵便番号は769-0210。
この大字も町丁も無い地域の存在というのは自治体同士の合併が繰り返された現在では珍しくなった現象で、県内では他に土庄町（一部）、琴平町（一部）、直島町（全域）にのみ同じ例が存在する。かつては町村制が施行された1890年（明治23年）2月15日に村同士が合併をしなかった場合で、かつそれ以後にも合併をしていない自治体であれば普通に見られた現象であり、県内においても多くの自治体がこれに当てはまった。特に宇多津町の場合は、他自治体との合併をしなかったものの、他自治体の部分編入や埋め立てによる土地造成という歴史的経緯の結果、「大字も町丁も無い地域」、「大字が設定されている地域」、「町丁が設定されている地域」の3パターンが混在するという現象が生じている。
なお、町内において住居表示制度は一切導入されていない。

## 歴史
古代、港として大和朝廷に貢物を積み出していた。鎌倉時代には多くの寺院が建立され、兵の集結宿泊所として利用される。又、物資の積み出しの港として重要な位置を確立する。
1363年（貞治2年）、細川頼之が細川清氏を破り、宇多津に居城を構え、讃岐の守護所とする。これより政治の中心地となり細川頼之が四国を分国として統治する際も宇多津の居城に在住したため、四国の中心地になった。

### 年表

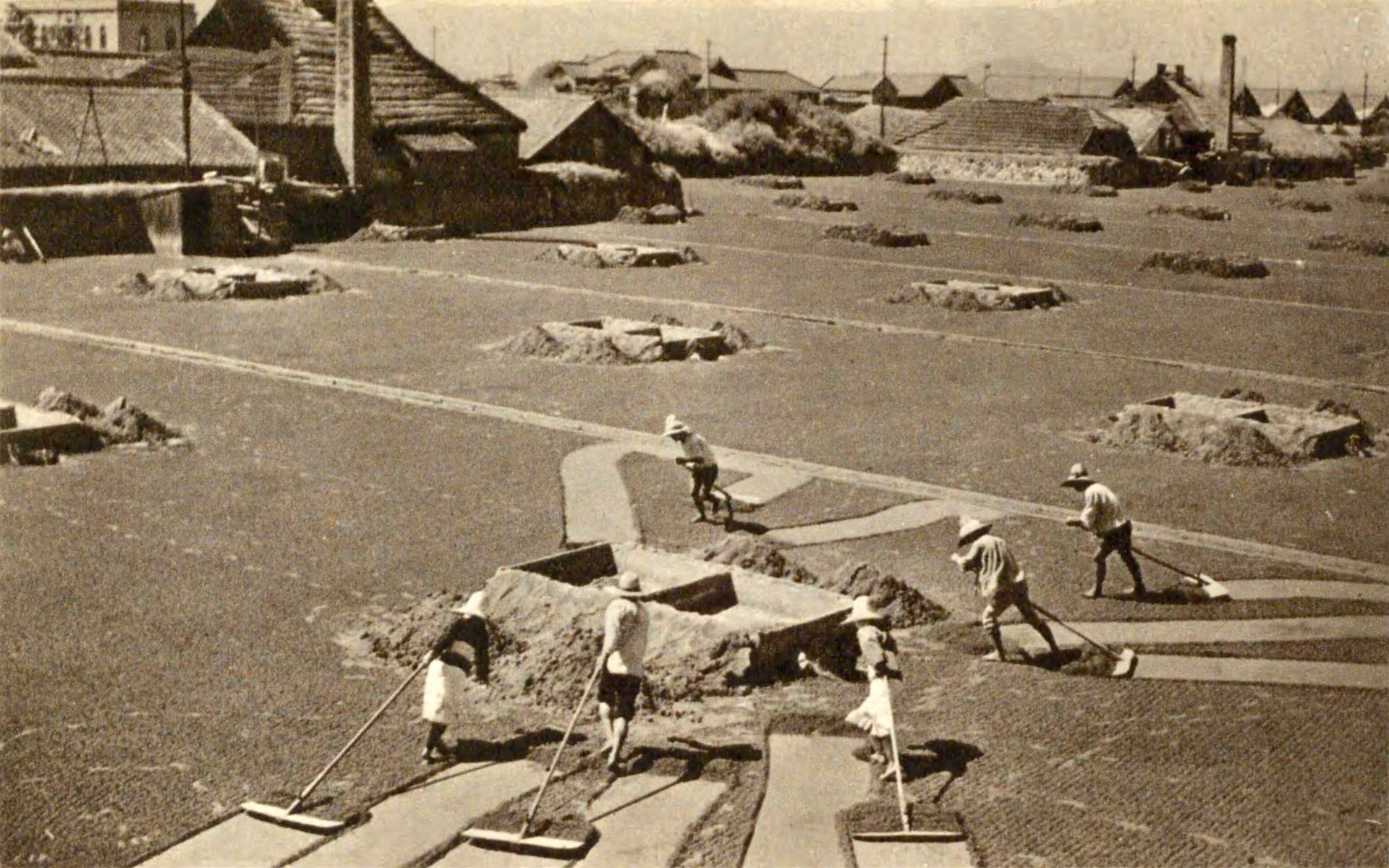
宇多津の塩田（1937年）

- 1890年（明治23年）2月15日 - 自然村である鵜足郡宇多津村の区域を以って町村制を施行し、行政村の鵜足郡宇多津村成立。この際合併などは無し。
- 1897年（明治30年）2月21日 - 讃岐鉄道（現・JR予讃線）高松 - 丸亀間開通。村内には宇多津駅が開業。
- 1898年（明治31年）2月11日 - 町制を施行し、宇多津町となる。
- 1899年（明治32年）4月1日 - 郡の統合により鵜足郡が阿野郡と合併し、綾歌郡となる[1]。
- 1928年（昭和3年）1月22日 - 琴平参宮電鉄丸亀通町 - 富士見町間（鉄道線）開通。
- 1950年（昭和25年）3月16日 - 町内に昭和天皇の戦後巡幸。製塩工場を視察[2]。
- 1955年（昭和30年）5月3日 - 飯野村大字東分の一部を編入。
- 1963年（昭和38年）9月15日 - 琴平参宮電鉄の鉄道全線廃止。
- 1964年（昭和39年）10月17日 - 宇多津町章制定。[3]
- 1972年（昭和47年） - 塩田を全廃し、塩業廃止[4]。
- 1977年（昭和52年） - 宇多津塩田土地区画整理事業計画認可（宇多津新都市）[4]。
- 1978年（昭和53年）10月10日 - 瀬戸大橋架橋起工式。
- 1987年（昭和62年）10月2日 - 瀬戸大橋開通に備えて宇多津駅が移転。
- 1988年（昭和63年）4月10日 - 瀬戸大橋開通。
- 1991年（平成3年） - 宇多津塩田土地区画整理事業（宇多津新都市）竣工。
- 1994年（平成6年）3月 - 宇多津ビブレが開業。
- 2002年（平成14年）9月8日 町長の米沢正文が受託収賄容疑で逮捕され、のちに失職。
- 2011年（平成23年）4月 - 原動機付自転車の宇多津町ご当地ナンバープレート導入[5]。
- 2014年（平成26年）2月28日 - 宇多津ビブレが閉店。
- 2015年（平成27年）10月24日 - 宇多津ビブレ跡地にイオンタウン宇多津が開業。
- 2020年（令和2年）6月1日 - 道の駅駐車場跡地にて四国水族館オープン。

## 行政

### 町長
- 町長: 谷川俊博（たにかわ　としひろ）
  - 2018年（平成30年）10月、3期目就任

歴代町長（公選）
- 初代 三木百之助 - 昭和21年6月5日〜昭和23年5月6日
- 二代 平田三次郎 - 昭和23年6月20日〜昭和35年6月19日
- 三代 本川宗治 - 昭和35年6月20日〜昭和45年10月1日
- 四代 平田次郎 - 昭和45年11月8日〜平成5年3月15日（宇多津町名誉町民）
- 五代 米沢正文 - 平成5年4月25日〜平成14年9月13日（平成14年9月8日に受託収賄容疑で逮捕され、13日失職）
- 六代 谷川実 - 平成14年10月20日〜平成22年10月19日

### 町役場組織
- 総務課
- 危機管理課
- まちづくり課
- 地域整備課
- 水道課
- 税務課
- 住民生活課
- 保健福祉課
- 健康増進課
- 出納室
- 教育委員会 学校教育課
- 教育委員会 生涯学習課

### 警察
- 香川県警察坂出警察署　宇多津交番

### 消防
- 宇多津町消防団（宇多津町には常備消防機関がなく、町内で発生する災害の初動対応は消防団が対応する。消防事務及び救急業務は、隣接の坂出市消防本部が担当する。）

### 町内にある国・県の機関
- 備讃瀬戸海上交通センター（第六管区海上保安本部）

## 議会

### 町議会
- 定数：10人[6]
- 任期：2019年4月30日 - 2023年4月29日
- 議長：宮本隆[7]
- 副議長：藍川佳津樹[7]

### 衆議院
- 選挙区：香川2区（高松市（旧国分寺町・香川町・香南町・塩江町・牟礼町・庵治町域）、丸亀市（旧綾歌町・飯山町域）、坂出市、さぬき市、東かがわ市、木田郡、綾歌郡）
- 任期：2021年10月31日 - 2025年10月30日
- 当日有権者数：258,730人
- 投票率：58.53％

| 当落 | 候補者名   | 年齢 | 所属党派   | 新旧別 | 得票数   | 重複 |
| ---- | ---------- | ---- | ---------- | ------ | -------- | ---- |
| 当   | 玉木雄一郎 | 52   | 国民民主党 | 前     | 94,530票 | ○    |
|      | 瀬戸隆一   | 56   | 自由民主党 | 元     | 54,334票 | ○    |

## 経済

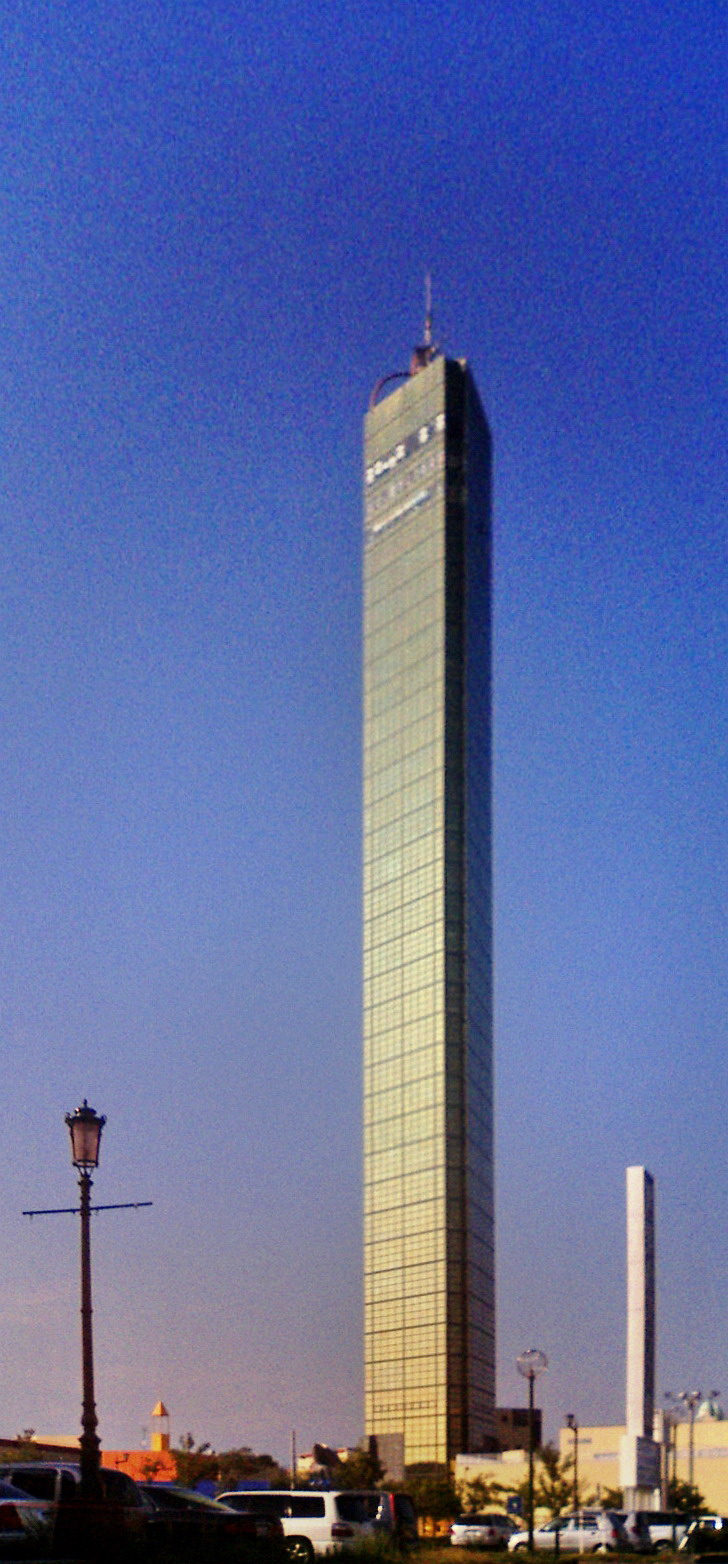
ゴールドタワー

かつては広大な塩田が広がっていた町で、予讃線（当時は予讃本線）も現在より東側を通っており、旧宇多津駅も町役場近くにあった。
その後、1980年代以降塩田が埋め立てられ再開発が始まり、瀬戸大橋の開通に併せて予讃線の移設と宇多津駅周辺の高架化とともに、ゴールドタワーなどの観光・商業施設の充実や高層マンションの建設や中層マンションのラッシュなどが起こり、大きな発展をみせた。現在も以前のような勢いはないものの、マンションやスーパーなど商業施設の建設が行われており発展し続けている。
しかし、一方で郊外部にショッピングモール（イオンモール高松・イオンモール綾川・ゆめタウン丸亀など）が建設されたことで商業施設の競争激化が更に進み、核商業施設となっていた『宇多津ビブレ』が2014年2月末で閉店。イオングループは跡地に、マルナカを中核とした地域密着型のショッピングセンターであるイオンタウン宇多津を2015年10月にオープンした。宇多津ビブレおよびイオンタウン宇多津に併設されているイオンシネマ宇多津（旧ワーナー・マイカル・シネマズ宇多津）は四国初のシネマコンプレックスとなった。

## 産業

### 特産品
- 塩-うたづ臨海公園の復元された入浜式塩田でつくられている。

## 教育

### 学校

#### 大学・短期大学
- 香川短期大学

#### 高等学校
- 町内にはない。

#### 中学校
町立
- 宇多津中学校

#### 小学校
町立
- 宇多津小学校
- 宇多津北小学校

#### 幼稚園
町立
- 宇多津幼稚園

私立
- 青山幼稚園
- 香川短期大学附属幼稚園

#### 専門学校
- 四国医療専門学校

## 交通

### 鉄道路線

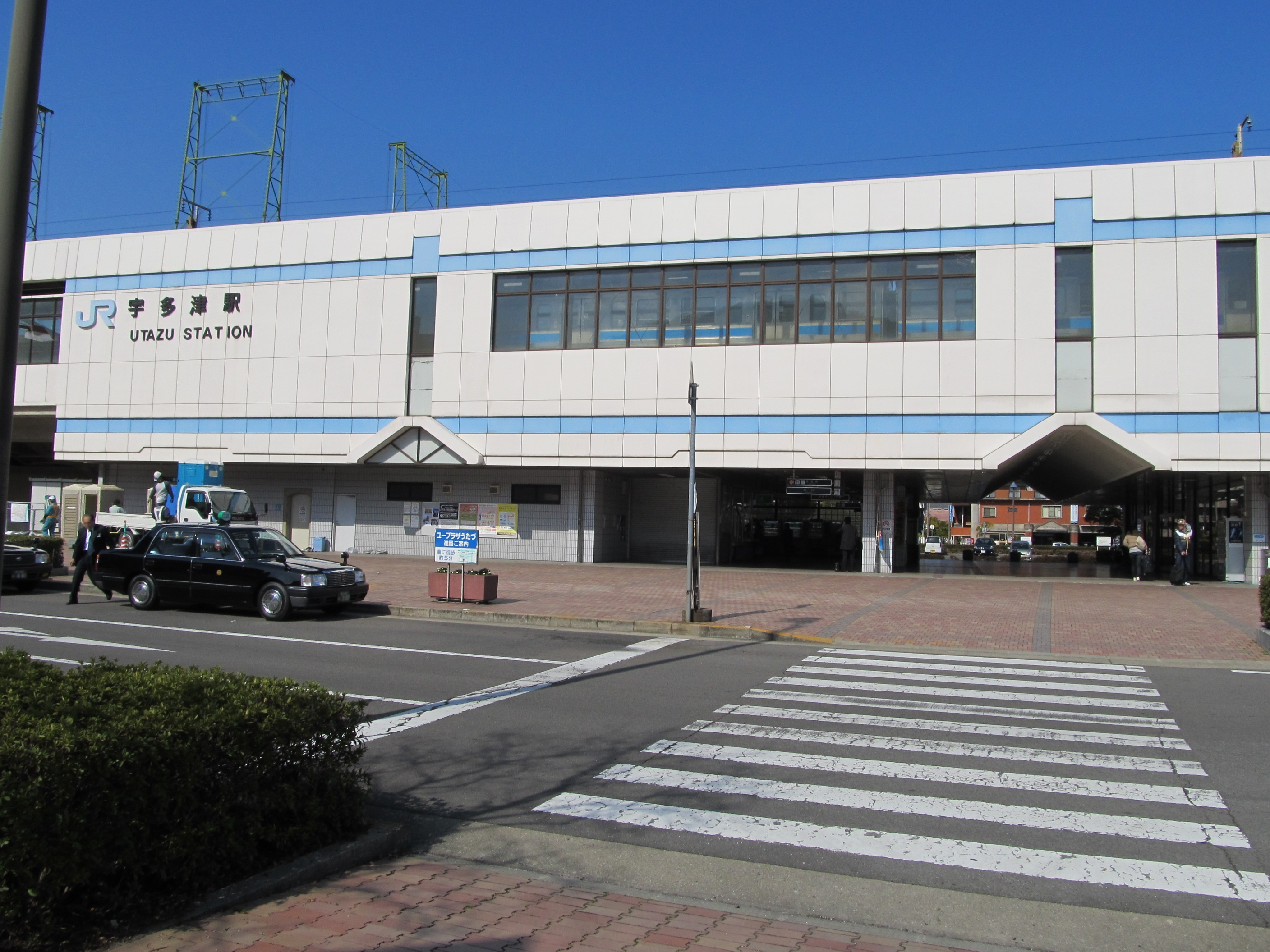
宇多津駅

町内にはJR四国の宇多津駅があり、予讃線が高松方面および松山方面、本四備讃線が岡山方面を結んでいる。当駅は土讃線で高知方面に直通する列車を含めて多数の特急列車が停車する。

### 路線バス
- みんなのおでかけバス（宇多津町コミュニティバス）[8][9] - あさひ交通が受託運行[10]。2020年（令和2年）10月より[11]試行運行を開始[12]。東西コース・南北コースの2路線が運行されており、2024年（令和6年）10月15日に運行ルート・ダイヤ改正を実施した[13]。JR宇多津駅で「丸亀コミュニティバス」へ乗換可能。季節ごとに車内でイベントを実施している（ハロウィンイベント、クリスマスイベント等）。
- 丸亀コミュニティバス - 丸亀市のコミュニティバス。琴参バスが受託運行。

### リムジンバス
- 宇多津駅南口から高松空港へ向かうリムジンバスが琴参バスによって2013年12月10日に運行開始した。町内では丸亀駅発着便が宇多津駅南口に停車する（丸亀駅〜坂出駅間のみの乗車はできない）。

### 道路
町域の東西を結ぶ幹線道路には町域北部を通過するさぬき浜街道、香川県道33号（旧国道11号）と南部を通過する国道11号がある。町内には高速道路のインターチェンジはないが、坂出インターチェンジ（瀬戸中央自動車道・高松自動車道）が坂出市との境界近くにある。岡山方面から中心部へは坂出北インターチェンジ（ハーフインター）が近い。

#### 一般国道
- 国道11号（国道319号重複）

#### 県道
- 主要地方道
  - 香川県道33号高松善通寺線
- 一般県道
  - 香川県道186号大屋冨築港宇多津線
  - 香川県道191号富熊宇多津線
  - 香川県道193号川津丸亀線
  - 香川県道194号飯野宇多津線

#### 道の駅

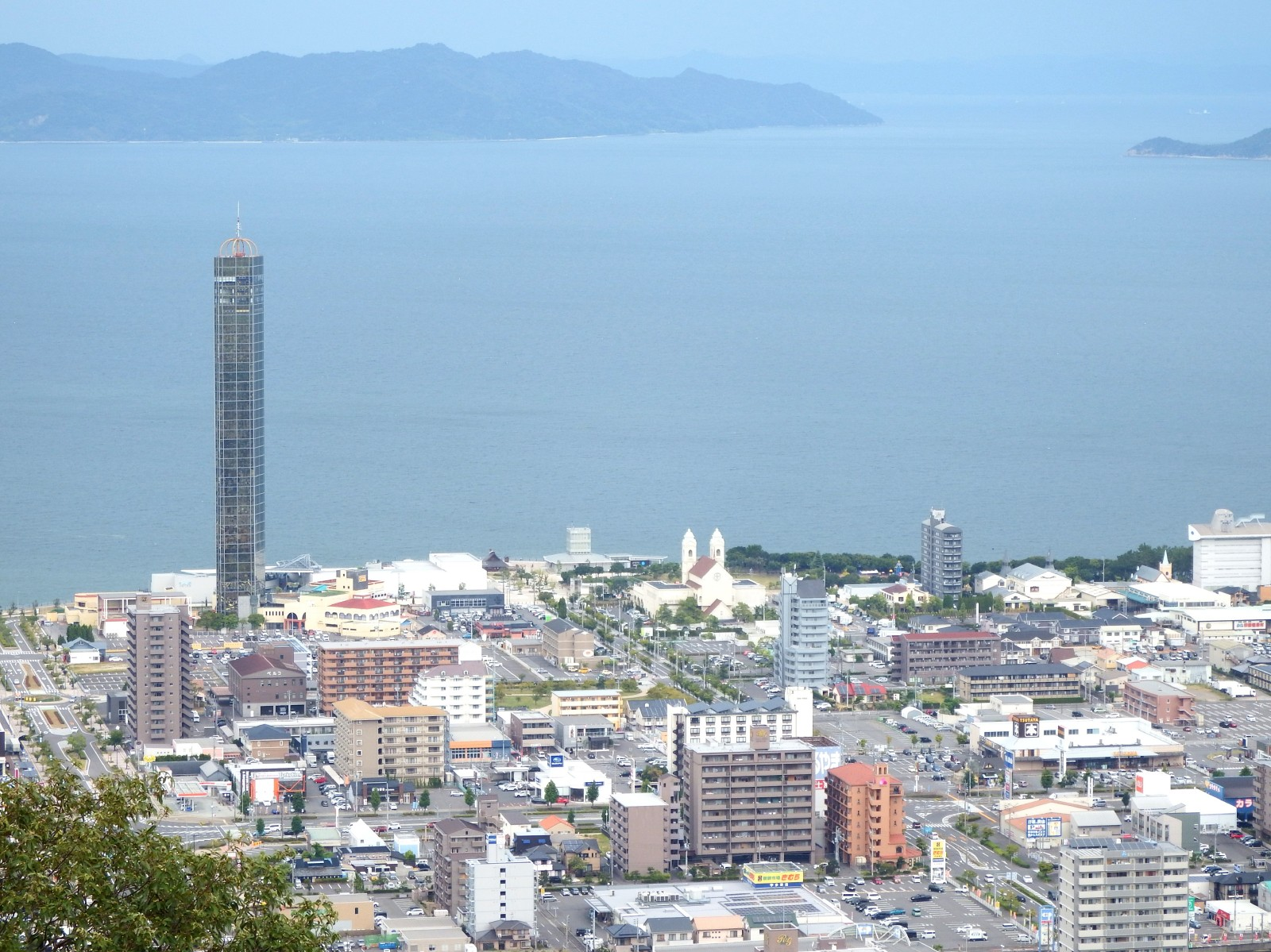
臨海地区

- 道の駅恋人の聖地 うたづ臨海公園

## 名所・旧跡・観光スポット・祭事・催事

### 名所・旧跡・観光スポット
- うたづ臨海公園

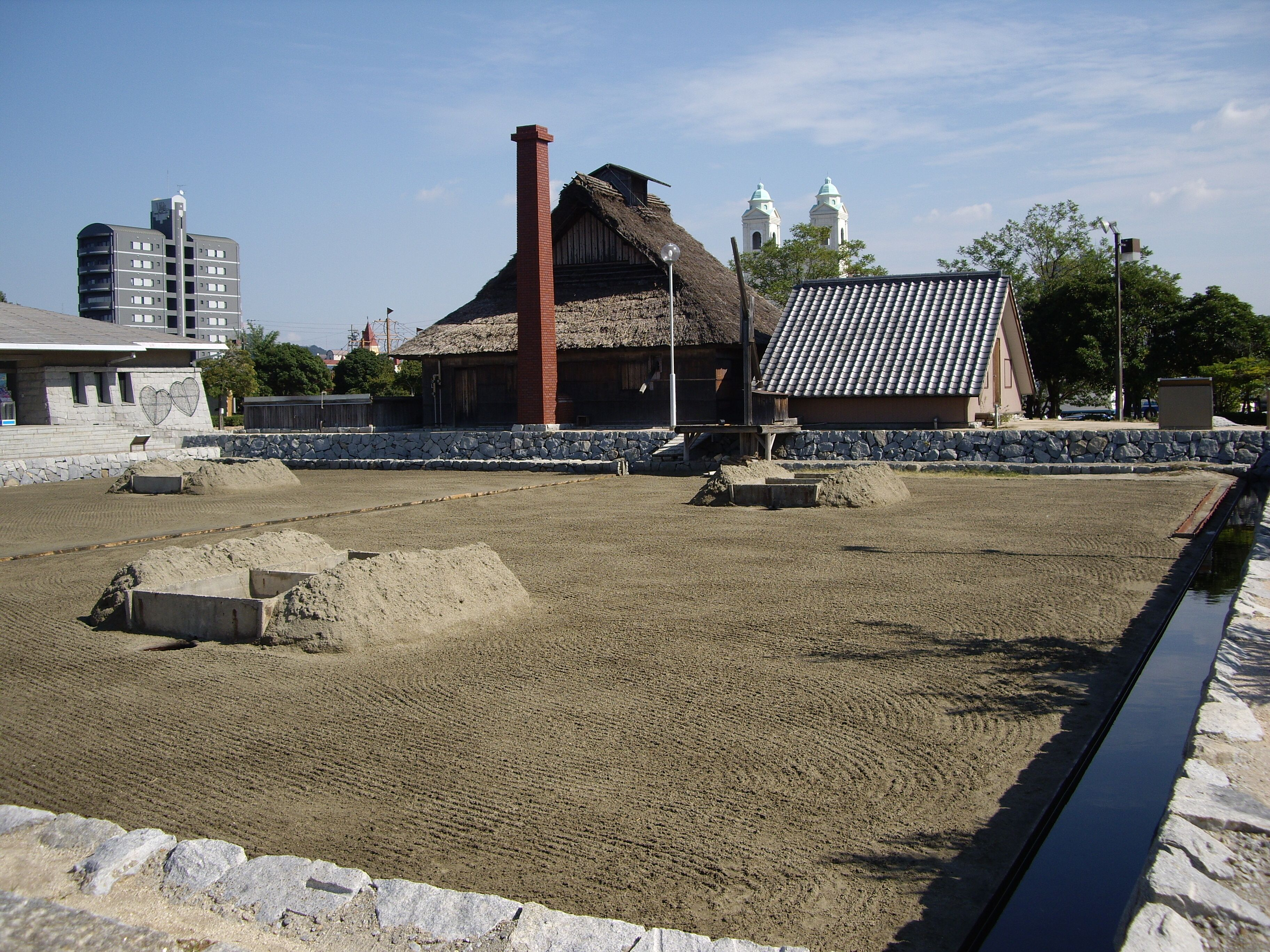
復元された入浜式塩田

  - うたづ海ホタル（宇多津町産業資料館） - 塩田に関しての資料・道具などが展示。

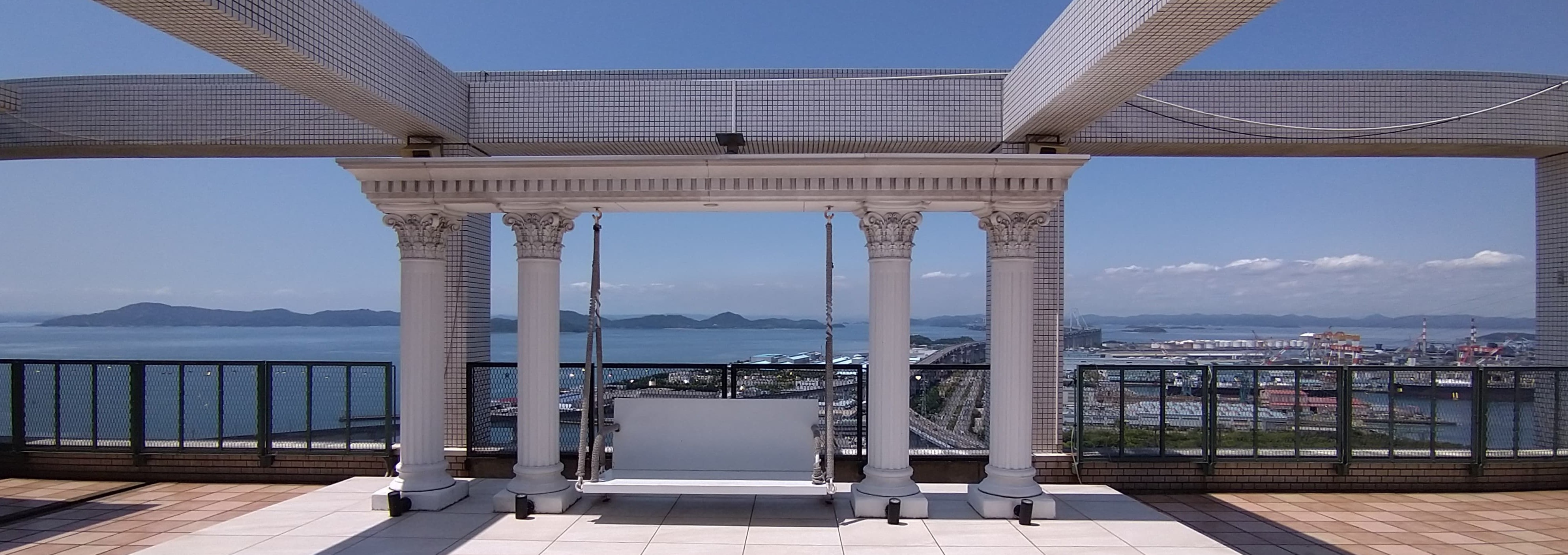
聖通寺山　展望台

  - 復元塩田 - 復元された入浜式塩田。
  - 恋人の聖地
- ゴールドタワー（高さ158m）
- 世界のガラス館
- 青ノ山頂上展望台
- 四国水族館
- 聖通寺山：展望台は恋人の聖地（常盤公園）

### 神社・寺院・仏閣

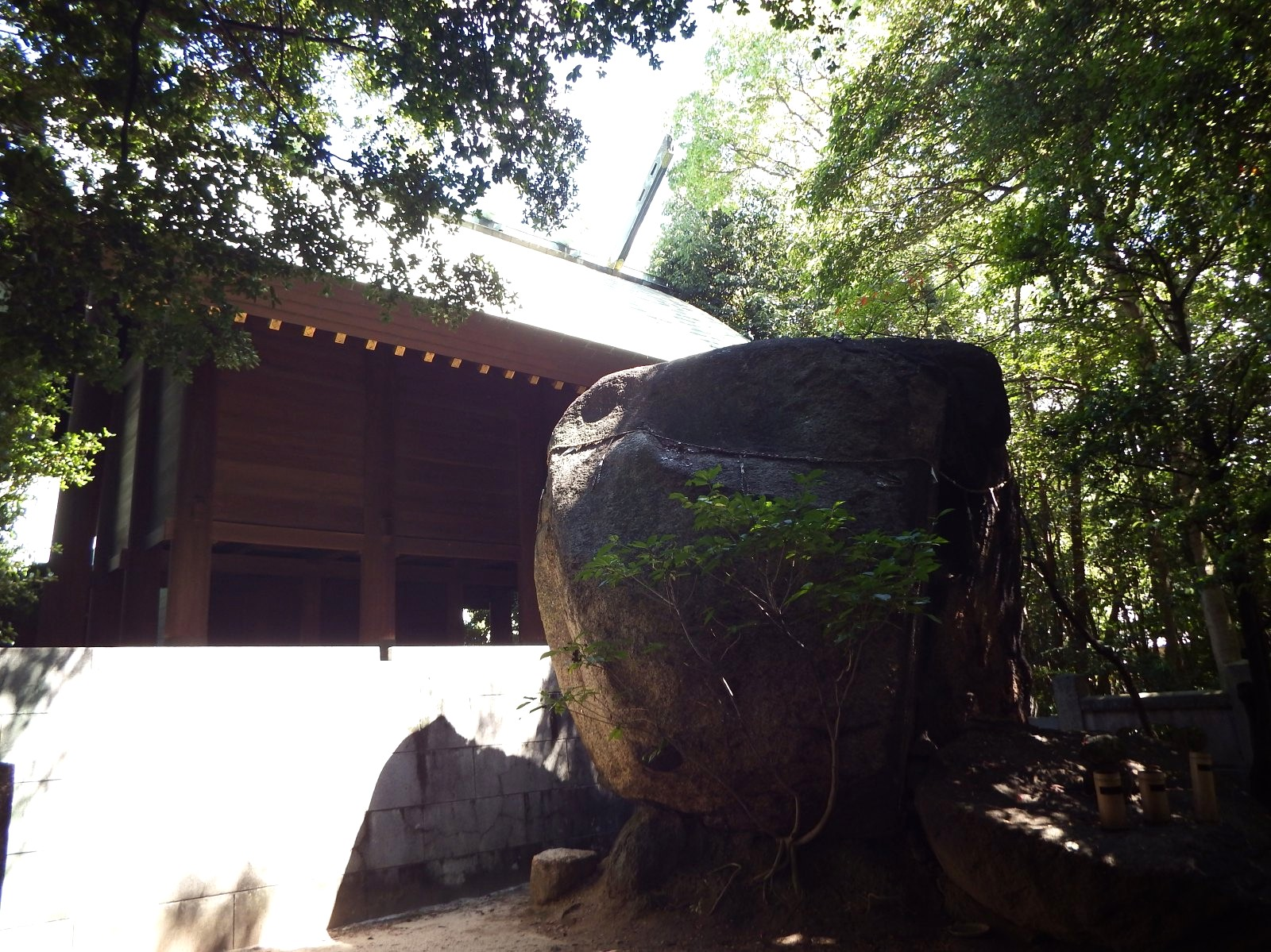
宇夫階神社 本殿と巨石

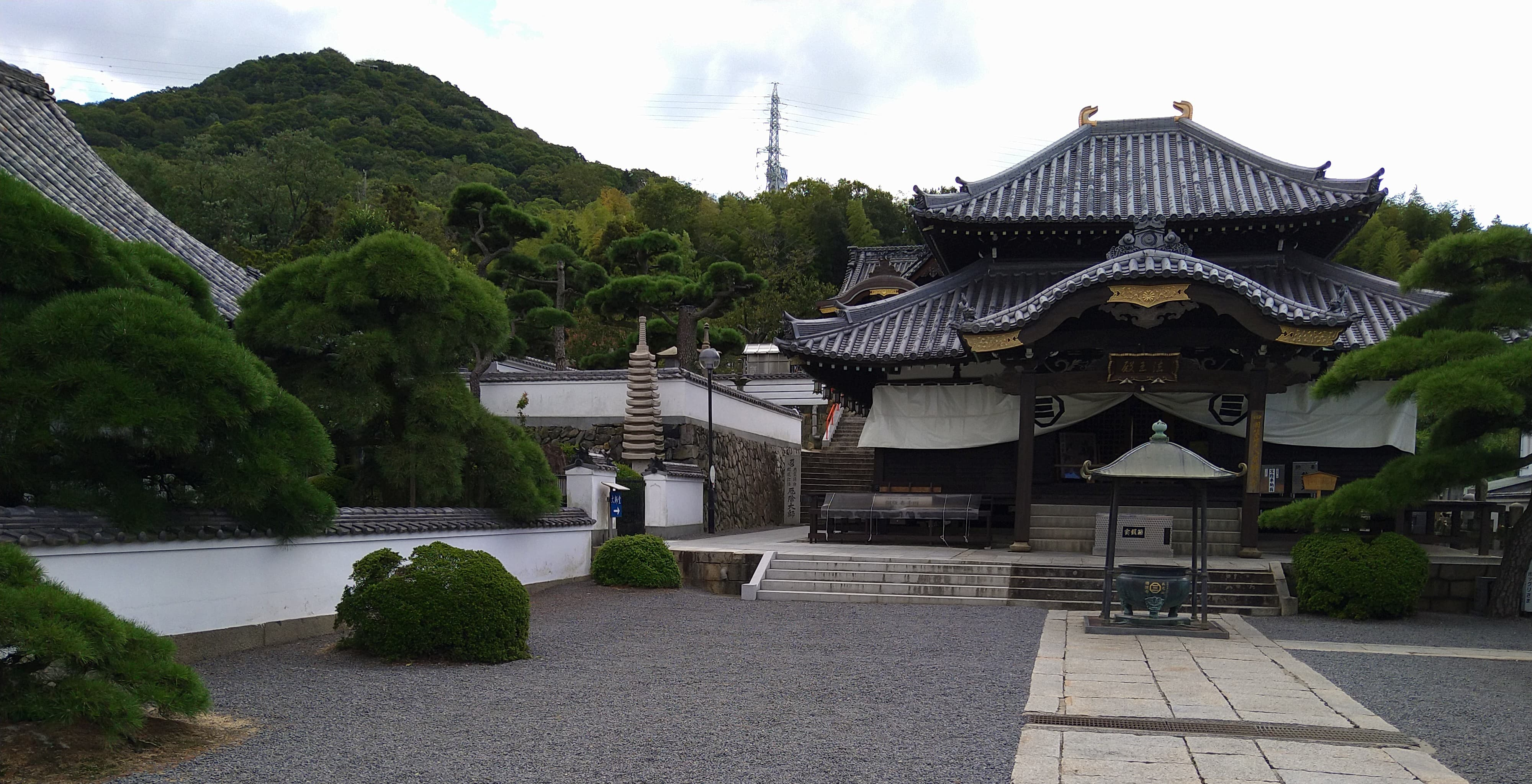
青ノ山と郷照寺本堂

- 宇夫階神社

- 郷照寺 （四国八十八箇所78番）
- 圓通寺 (香川県宇多津町)
- 西光寺
- 聖通寺
- 聖徳院
- 浄泉寺
- 多聞寺
- 南隆寺
- 本妙寺

### 祭事・催事
- 塩竃神社例大祭
- 宇夫階神社例大祭
- うたづの町家とおひなさん - 2004年に開始され、毎年3月上旬に開催。民家の玄関に明治からのひな人形が飾られる[14]。
- さぬき映画祭 - イオンシネマ宇多津が会場の一つとなっている。

## 通信
- 市外局番は全域0877（丸亀MA）。

## ご当地キャラクター

### うーみん
うーみんは、宇多津町ならびに宇多津ウミホタルのイメージキャラクター。2005年4月にうたづ臨海公園のイメージキャラクターとして誕生した。また、宇多津町広報隊長にも任命されている。モチーフはウミホタル。2005年7月にみなとオアシスうたづ海ホタルイメージキャラクターネーミング募集によってう～みんという名称が決定される。う～みんという名前は宇多津の「う」海を表した「うみ」と宇多津の民という意味の「みん」で構成されている。 2010年4月にう～みんとゆ～みんの着ぐるみが完成し、同年4月4日の歩行者天国にて初公開された。 ゆ～みんという恋人と2人の子どもであるな～みんがいる。
公表されているうーみんのプロフィール
- 誕生日：2005年7月24日
- 身長：180cm
- ウエスト：440cm
- 体重：アップダウンが激しい
- 好物：うたづ特産の塩キャラメル、塩あめ[19]

関連キャラクター
ゆ～みん う～みんの恋人。名前は一般公募で決定。2010年4月に着ぐるみが完成した。
な～みん う～みんとゆ～みんの子供として誕生したキャラクター。2014年6月からデザインと名称を一般公募で募集し2014年9月24日に採用が決定した。
体の形は波を、体の色は瀬戸の夕日を表現している。
体の波の形でガッツポーズをつくっており、明るく元気な性格を表現している。
グッズ展開と公式サイト
- 関連グッズ - うたづ臨海公園内のうたづ海ホタルにてグッズ販売を行っている。
- 公式サイト - う～みん宇多津町広報隊長 (@womin_utazu) - X（旧Twitter）

## 著名な出身者
- 大浦留市（アントワープオリンピック陸上競技日本代表）
- 大松博文（1964年東京オリンピック女子バレーボール日本代表監督）
- 沖ノ浜伝兵衛（明治時代の力士）
- 藍川由美（声楽家）

## 宇多津町を舞台とする作品
- 楠芽吹は勇者である（結城友奈は勇者である -大満開の章-）